# Atlanta brunnea

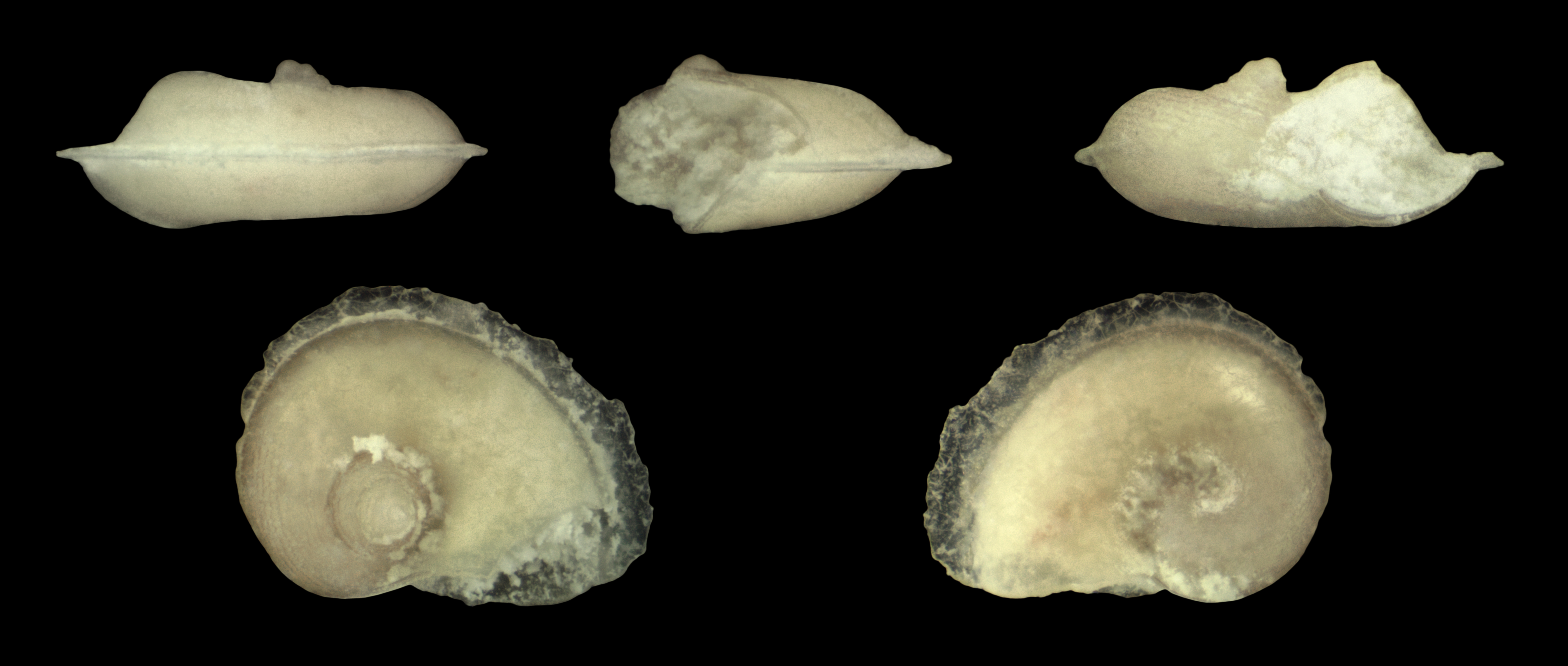

Atlanta brunnea är en snäckart som beskrevs av John Edward Gray 1850. Atlanta brunnea ingår i släktet Atlanta och familjen Atlantidae. Inga underarter finns listade i Catalogue of Life.

## Bildgalleri

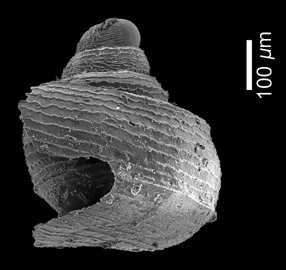